# Paula Isabel da Silva Moreira
Paula Isabel da Silva Moreira (4 de enero de 1975, Francia) es una neurocientífica portuguesa, y profesora adjunta de Fisiología de la Universidad de Coímbra. Moreira es reconocida en el campo de la enfermedad de Alzheimer, en particular, por sus trabajos de investigación sobre la bioenergética.

## Biografía
En 2007, Moreira recibió su PhD en Ciencias Biomédicas por la Universidad de Coímbra. Fue distinguida como una de las mejores neurocientíficas de Portugal.

## Enfoque de estudios
La investigación de Moreira se ha centrado, principalmente, en el impacto de las enfermedades neurodegenerativas en la función cerebral, con especial énfasis en la bioenergética. Los procesos fisiológicos de envejecimiento y el proceso patológico de la diabetes han sido estudiados por Moreira, y también los factores de riesgo importantes para la neurodegeneración.

## Algunas publicaciones
- ana i. Duarte, paula i. Moreira, catarina R. Oliveira. 2012. “Insulin in Central Nervous System: More than Just a Peripheral Hormone”. J. of Aging Res. 384017, 21 pp. doi:10.1155/2012/384017 en línea

- paula i. Moreira, c. Carvalho, x. Zhu, m.a. Smith, g. Perry. 2010. Mitochondrial dysfunction is a trigger of Alzheimer’s disease pathophysiology. Biochim Biophys Acta 1802: 2-10

- -----------------------, x. Zhu, x. Wang, h.g. Lee, a. Nunomura, r.b. Petersen, g. Perry, m.a. Smith. 2010. Mitochondria: a therapeutic target in neurodegeneration. Biochim Biophys Acta. 1802: 212-220

- -----------------------, ana i. Duarte, m.s. Santos, a.c. Rego, catarina r. Oliveira. 2009. “An integrative view of the role of oxidative stress, mitochondria and insulin in Alzheimer's disease”. J. Alzheimer Dis. 16 ( 4): 741–761

- -----------------------, p.l.r. Harris, x. Zhu, m.s. Santos, c.r. Oliveira, m.a. Smith, g. Perry. 2007. Lipoicacid and N-acetyl cysteine decrease mitochondrial-related oxidative stress in Alzheimer disease patient fibroblasts. J. Alzheimer Dis. 12: 195-206

- -----------------------, s.l. Siedlak, x. Wang, m.s. Santos, c.r. Oliveira, m. Tabaton, a. Nunomura, li Szweda. 2007. Autophagocytosis of mitochondria is prominent in Alzheimer disease. J. Neuropathol. Exp. Neurol. 66: 525-532

- -----------------------, m.s. Santos, a.m. Moreno, r. Seica, c.r. Oliveira. 2003. Increased vulnerability of brain mitochondria in diabetic (Goto-Kakizaki) rats with aging and amyloid-beta exposure. Diabetes 52: 1449-56

- -----------------------, --------------, --------------, a.c. Rego, c. Oliveira. 2002. Effect of amyloid beta-peptide on permeability transition pore: a comparative study. J Neurosci Res. 69: 257-67

- -----------------------, ---------------, ----------------, catarina Oliveira. Amyloid beta-peptide promotes permeability transition pore in brain mito

chondria. Biosci Rep. 2001;21:789-800.
- q. Liu, m.a. Smith, j. Ávila, j. DeBernardis, m. Kansal, a. Takeda, x. Zhu, a. Nunomura, k. Honda, paula i. Moreira, c.r. Oliveira, m.s. Santos, s. Shimohama. 2005. Alzheimer-specific epitopes of tau represent lipid peroxidation-induced conformations. Free Radic Biol Med 38: 746-754

## Honores
- Editora Senior de Journal of Alzheimer's Disease

- 2003: receptora de Estímulo y premio de Investigación en 2003 por la Fundación Calouste Gulbenkian

- 2008: premio de L'Oréal Mujeres en la Ciencia, apoyado por L'Oréal Portugal/UNESCO/Fundación por la Ciencia y Tecnología (FCT)